# Rhyacophila verecunda
Rhyacophila verecunda är en nattsländeart som beskrevs av Tsuda 1940. Rhyacophila verecunda ingår i släktet Rhyacophila och familjen rovnattsländor. Inga underarter finns listade i Catalogue of Life.